# New York Magic
New York Magic is een Amerikaanse professionele vrouwenvoetbalclub uit New York. De club speelt in de W-League, de Eerste Divisie van de Verenigde Staten.

## Speelsters
Rugnr. - Naam
- 0  Alicia DeFino
- 1  Celesta Miles
- 2  Tonya Hipsman
- 3  Kanae Haneishi
- 5  Eleri Earnshaw
- 6  Robin McCullough
- 7  Gemma Davison
- 8  Michelle Okamura
- 9  Donna-Kay Henry
- 10  Noelle Meeke
- 11  Mikaela Howell
- 13  Kristen Turner
- 14  Katherine Galanek
- 16  Amanda Popoli
- 17  Jennifer Hughes
- 18  Maria Romano
- 19  Chelsea Wuesthoff
- 20  Alexandra Bucklin
- 21  Stephanie Lovely
- 22  Suzanne
- 23  Diane Hare
- 24  Allison Fries
- 25  Penny Stansfield
- 26  Marta Anderson-Winchell

Team in 2008